# Післяобраз
Післяобраз — феномен зорового сприйняття, який полягає в тому, що після тривалої зорової фіксації на якомусь об'єкті (наприклад, на джерелі яскравого світла), або після яскравого спалаху людина (або тварина ) продовжує бачити слід зображення, навіть якщо об'єкт вже зник з поля зору.
Післяобраз є одним з видів зорових постефектів — залишкових ефектів, що виникають в результаті адаптації до певного зорового стимулу.
Розрізняють:
- позитивний послідовний образ — після припинення дії яскравого світла — забарвлений так само, як подразник; буває дуже короткочасним;
- негативний послідовний образ — після переведення погляду на світлий фон — зберігається протягом тривалішого часу, темніше фону і забарвлений у додатковий колір відносно кольору подразника (так, у відповідь на пред'явлення червоного кольору виникає зелений образ).

b h
Одним з перших явище післяобразу докладно описав у 1786 році Роберт Дарвін . Він же зазначив, що післяобрази можуть бути двох видів: негативні і позитивні. Негативні спостерігаються на темному тлі, а позитивні — на світлому. Також спостерігаються осциляції післяобразу — негативні та позитивні післяобрази, що періодично змінюють один одного.
Під час рухів очей післяобрази зникають, але після фіксації знову виникають, причому, очевидно, що вони зафіксовані в певному місці сітківки, оскільки їхнє просторове розташування змінюється зі зміною напряму погляду.
Механізм виникнення післеобразу пов'язаний зі зміною світлочутливості як у сітківці ока, так і в інших відділах зорової системи.

## Галерея

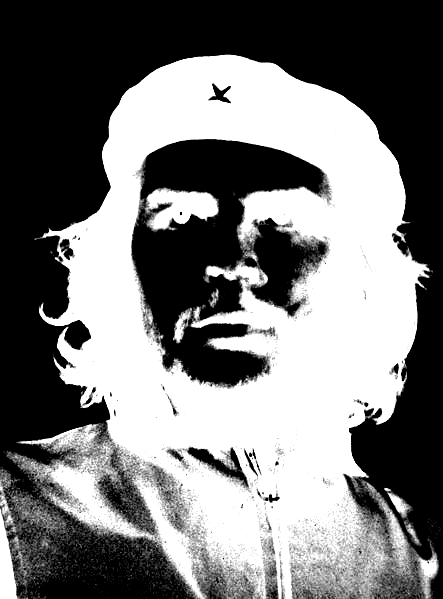